# 顧大典
顧大典（1541年—1596年），字道行，號衡㝢，直隸蘇州府吳江縣人，軍籍，明朝政治人物。

## 生平
明世宗嘉靖二十年（1541年）出生。隆慶元年（1567年）丁卯科應天鄉試第三十四名舉人，隆慶二年（1568年）聯捷戊辰科會試第三百四十八名，三甲第二百四十名進士。初授紹興府學教授，萬曆元年（1573年）官处州府推官，歷官南京吏部稽勳司郎中，萬曆十二年（1574年）三月，升山東按察司副使，十三年（1575年）八月，改任福建副使、提督學政。十五年（1578年），因生活放蕩被彈劾，謫禹州知州，未就任，自請解職回蘇州。居家築有諧賞園，蓄聲伎。顧大典精於聲律，常與同鄉沈璟切磋曲學。顧大典更是親自指導伶人演出。二十年（1592年），作《青衫記》，以白居易自況。二十四年（1596年）卒。

## 著作
著有《海岱吟》、《閩游草》、《園居稿》、《清音閣集》等。今存《清音閣集》，戲曲作品僅存《青衫記》、《葛衣記》。

## 家族
曾祖顧頊，封刑部主事；祖父顧昺，汝寧府知府；父顧名義，母周氏。慈侍下。